# رمزبری
رمزبری (به انگلیسی: Ramsbury) یک روستا و محله مدنی در بریتانیا است که در ویلتشر واقع شده‌است. رامسبوری ۱٬۹۸۹ نفر جمعیت دارد.